# Víctor Jara
Víctor Lidio Jara Martínez, född 28 september 1932 i närheten av Chillán, död 16 september 1973 i Santiago (mördad), var en chilensk vissångare, poet, singer/songwriter, teaterregissör och politisk aktivist. Som en framstående teaterregissör ägnade han sig åt utvecklingen av chilenska teatern med stora framgångar i slutet på 1960-talet och sågs som en framtidsman. Som folkmusiker blev Jara mycket populär med sin musik som för det mesta handlade om solidaritet, politik och kärlek och spelade en central roll i Nueva Canción (Ny Sång)-rörelsen och andinsk folkmusik som ledde till en revolution inom populärmusik i landet under Salvador Allendes regering. 
Kort efter den USA-stödda militärkuppen  den 11 september 1973 arresterades och torterades Jara för att slutligen skjutas till döds. Hans lik kastades ut på gatan i Santiago.
Kontrasten mellan teman i hans låtar, om kärlek, fred och social rättvisa, och det brutala sättet på vilket han mördades har gjort Jara till en symbol för kampen för mänskliga rättigheter och rättvisa i hela Latinamerika.

## Biografi

### Uppväxt
Víctor Jara föddes den 28 september 1932 i närheten av Chillán söder om Santiago i en fattig bondfamilj. Hans far hette Manuel Jara och mor Amanda Martínez till vilka han senare namngav en sång Te recuerdo Amanda ("Jag minns dig Amanda"). Amanda, en Mapuche från södra Chile, hade viss bildning, hon var självlärd och spelade gitarr, piano och var sångerska i hemstaden. Hon sjöng traditionella folkvisor på bröllop och begravningar för lokalbefolkningen.  Fadern Manuel lämnade sin familj efter personliga problem med Amanda, när Víctor fortfarande var liten.
Jaras mor dog när han var 15 år och lämnade honom ensam. Han började då studera för att bli revisor, men flyttade senare till ett seminarium för att bli präst. Efter ett par år blev han desillusionerad över kyrkan och lämnade seminariet. Därefter tillbringade han flera år i armén innan han återvände till sin hemstad för att fullfölja sina intressen folkmusik och teater.

### Konstnärlig verksamhet
Jara blev medlem av Universidad de Chiles kör (tenor) och 1955 anslöt han sig till mimgruppen Compañía de mimos de Noisvander. Under de följande åren studerade han skådespeleri och regi vid Universidad de Chile och blev 1957 medlem av musik- och folkloredansgruppen Cuncumén. Vid 27 års ålder, 1959, regisserar han sin första teaterpjäs Parecido a la felicidad med stor framgång. Samtidigt började Jara skriva egna sånger i folklig stil, inspirerad av bland andra Violeta Parra och Daniel Viglietti. Under sextiotalet skördade Jara en rad framgångar som teaterregissör samtidigt som han utvecklades som låtskrivare, och 1966 släppte han sin första soloskiva. 1970 lämnade han sitt teaterarbete till förmån för en karriär inom musik. Under samma tid åtog han sig att leda musikgruppen Quilapayún, som även blev hans kompband på de efterföljande skivorna fram till 1969. Under perioden 1965-1970 var Jara tillsammans med Ángel Parra, Isabel Parra, Patricio Manns och Rolando Alarcón husartist på syskonen Parras musikcafé Peña de los Parra i centrala Santiago, vilket i hög grad bidrog till att popularisera den nya chilenska sången under denna period. Jaras mest kända låtar vid denna period var Plegaria a un labrador och Te recuerdo Amanda ("Jag minns dig Amanda").
Inför presidentvalet 1970 engagerade sig Jara för Unidad Populars kampanj och dess kandidat, socialisten Salvador Allende, som i september vann valet. 
Jara deltog aktivt i valkampanjerna, var volontär i det politiska arbetet och gav gratiskonserter. I nära samarbete med folkmusikgruppen Inti-Illimani och rockbandet Blops gav han 1971 ut sin mest spridda skiva El derecho de vivir en paz ("Rätten att leva i fred") som bland annat innehöll portalverket Plegaria a un labrador. Året därpå spelade Jara med Isabel Parra och andra in temaskivan "La población", om de miserabla bostadsförhållandena i kåkstäderna, och de bostadslösas kamp och landockupationer. Han ledde vid denna tid också hyllningen till Nobelpristagaren Pablo Neruda efter dennes hemkomst från Stockholm, skrev instrumental- och balettmusik samt jinglar till den chilenska TV:n parallellt med den egna musikkarriären.

### Fångenskap och död

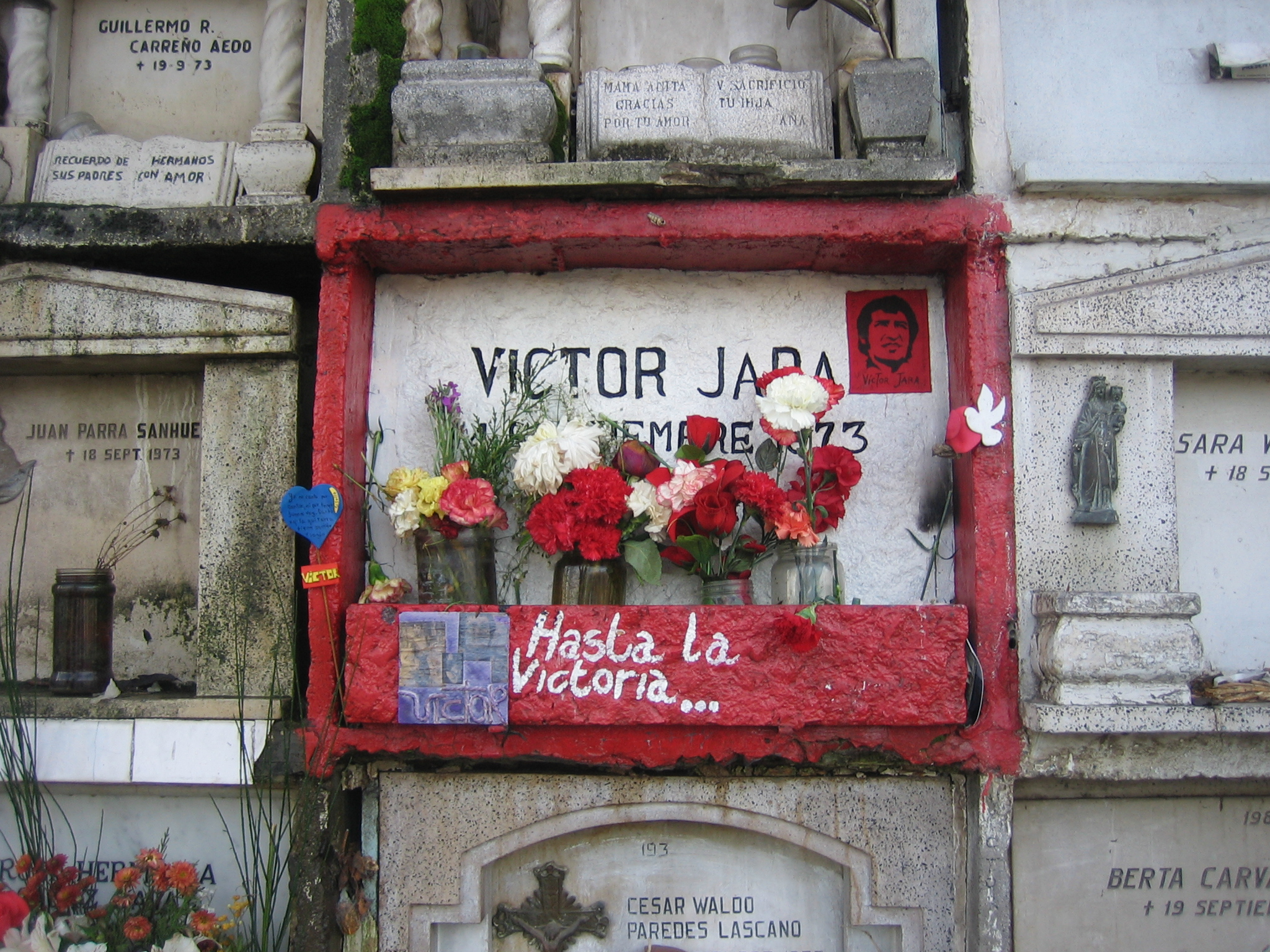
Víctor Jaras grav.

Då konflikterna i det chilenska samhället kulminerade vid militärkuppen 1973 var Jara på väg till Tekniska Högskolan (idag Universidad de Santiago), där han var lärare. Den natten stannade han med andra lärare och elever och sjöng sånger för att höja moralen. Nästa morgon den 12 september blev Jara tillsammans med tusentals andra förd som fånge till inomhusarenan Estadio Chile (idag Estadio Víctor Jara). Under de följande dagarna torterades och dödades fångar av militärerna. Jara blev upprepade gånger slagen och torterad vilket resulterade i brutna revben samt att hans händer blev sönderslagna. Tidigt på morgonen den 16 september avrättades han med 41 kulspruteskott och dumpades på en väg i utkanten av Santiago och sedan förd till bårhuset. Innan soldaterna sköt Jara så sägs det att de ska ha huggit av hans händer och sagt "Spela gitarr nu då!", vilket kommer från vittnesuppgifter av andra politiska fångar som säger att vakterna efter att de hade krossat benen i händerna retade honom och sa till honom att spela gitarr. Enligt samma vittnesmål sägs han också ha sjungit delar av sången "Venceremos" ("Vi skall vinna"), en sång som stöd till Unidad Popular.
Vid tillfället för sin död höll Jara på att spela in en skiva tillsammans med den före detta Quilapayún-medlemmen Patricio Castillo. Hans engelska hustru Joan Jara Turner (1927-2023), som lyckades fly landet, publicerade året därpå dessa inspelningar i Europa. Joan Jara Turner bodd till sin död i Chile och drev Víctor Jara-stiftelsen. 1983 skrev hon den mycket uppmärksammade biografin An unfinished song om livet med Jara. När han var fånge i idrottsarenan skrev Jara en dikt om fångarnas förhållandena; dikten var skriven på ett papper som gömdes undan inuti en väns sko. Dikten namngavs aldrig men är allmänt känd som Estadio Chile.
År 2016 blev militären Pedro Barrientos Nuñez dömd för Jaras död. Nuñez var löjtnant och en av de ansvariga för fångarna i stadion. Han har sedan 1989 bott i USA och riskerar nu att utvisas till Chile för att avtjäna sitt straff.

## Víctor Jaras arv

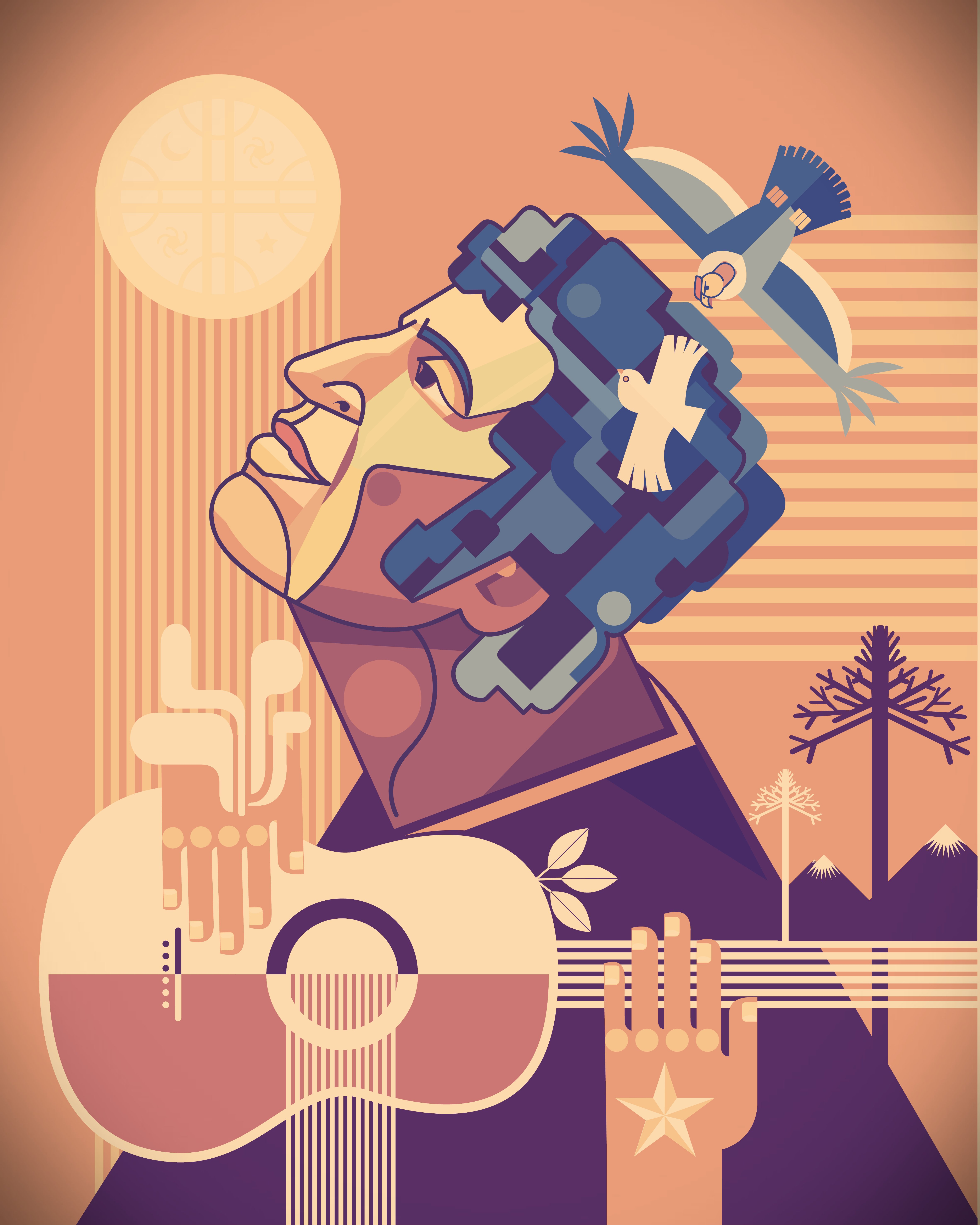
Víctor Jara i konst, väggmålning i Tomé, i Chile.

Trots att militärerna brände en stor del av Jaras musik, så lyckades Joan Jara Turner föra ut inspelningar från Chile, vilka därefter kopierades och senare spreds ut över världen.
Amerikanen Phil Ochs, som träffade och uppträdde med Jara under en turné i Sydamerika, organiserade 1974 en konsert till förmån för Jara i New York, med titeln "An Evening With Salvador Allende" ("En kväll med Salvador Allende") i konserten fanns Bob Dylan, Pete Seeger och Arlo Guthrie.
Till minnet av 30-årsdagen av militärkuppen (2003) byttes namnet på "Estadio Chile" till "Estadio Víctor Jara" ('Víctor Jaras stadion').
Asteroiden 2644 Victor Jara är uppkallad efter honom.

## Teaterverk

### Verk i regi av Víctor Jara
- 1959. Parecido a la felicidad (Some kind of happiness), Alejandro Sieveking
- 1960. La viuda de Apablaza (The Widow of Apablaza), Germán Luco Cruchaga (assistant director to Pedro de la Barra, founder of ITUCH.) [8]
- 1960. La mandrágora, Niccolò Machiavelli
- 1961.  La madre de los conejos (Mother rabbit), Alejandro Sieveking (assistant director to Agustín Siré)
- 1962. Ánimas de día claro (Daylight Spirits), Alejandro Sieveking
- 1963. Caucasian Chalk Circle, Berthold Brecht (assistant director to Atahualpa del Cioppo)
- 1963. Los invasores (The Intruders), Egon Wolff
- 1963. Dúo (Duet), Raúl Ruiz
- 1963. Parecido a la felicidad (Some kind of happiness), Alejandro Sieveking (version for Chilean television)
- 1965. La remolienda, Alejandro Sieveking
- 1965. The Knack, Ann Jellicoe
- 1966. Marat/Sade, Peter Weiss (assistant director to William Oliver.) [9]
- 1966. La casa vieja (The old house), Abelardo Estorino
- 1967. La remolienda, Alejandro Sieveking (redirects)
- 1967. La viuda de Apablaza (The Widow of Apablaza), Germán Luco Cruchaga (as director)
- 1968. Entertaining Mr. Sloane, Joe Orton
- 1969. Viet Rock, Megan Ferry
- 1969. Antigone, Sophocles
- 1972. Regisserar en balett och musikalisk hyllning till Pablo Neruda som sammanföll med poetens hemkomst till Chile efter att ha fått Nobelpriset i Litteratur.

## Diskografi

### Studioskivor
- (1966) Víctor Jara (Canto a lo humano)
- (1967) Víctor Jara (Odeon)
- (1968) Canciones Folclóricas de América
- (1969) Pongo en tus manos abiertas
- (1970) Canto Libre
- (1971) El derecho de vivir en paz
- (1972) La Población
- (1973) Canto por travesura

### Liveskivor
- (1978) El recital
- (1996) Víctor Jara en México
- (1996) Víctor Jara habla y canta

### Postum utgivning
- (1974) Manifiesto
- (1975) Víctor Jara. Presente
- (1975) Víctor Jara. Últimas canciones
- (1979) Víctor Jara
- (1984) An Unfinished Song
- (1992) Todo Víctor Jara
- (1997) Víctor Jara Presente. Colección “Haciendo Historia”
- (2001) Víctor Jara
- (2001) Pongo en tus manos abiertas
- (2001) El derecho de vivir en paz
- (2001) Víctor Jara habla y canta
- (2001) La Población
- (2001) Canto por travesura
- (2001) Manifiesto
- (2001) Antología musical
- (2001) 1959-1969

### Tribute albums
- Cornelis sjunger Victor Jara. Rätten till ett eget liv - Sverige (1979)
- An Evening with Salvador Allende, VA - U.S. (1974)
- A Víctor Jara, Raímon - Spanien (1974)
- Het Recht om in Vrede te Leven, Cornelis Vreeswijk - Holland (1977)
- Omaggio a Victor Jara, Ricardo Pecoraro - Italien (1980)
- Quilapayún canta a Violeta Parra, Víctor Jara y grandes maestros populares, Quilapayún - Chile (1985)
- Konzert für Víctor Jara VA - Germany (1998)
- Inti-illimani perorms Víctor Jara, Inti-Illimani - Chile(1999)
- Conosci Victor Jara?, Daniele Sepe - Italien (2001)
- Tributo a Víctor Jara, VA - Latinamerica/Spanien (2004)
- Tributo Rock a Víctor Jara, VA - Argentina (2005)
- Lonquén: Tributo a Víctor Jara, Francesca Ancarola - Chile (2007)

### Låtar
- Blues för Victor Jara - Cornelis Vreeswijk
- Victor Jara - Hoola Bandoola Band
- Juan sin tierra - Ska-P
- Victor Jara's Hands - Calexico
- Vid Victor Jaras död - Fria Proteatern: Sånger från ljugarbänken (1975)

## Dokumentärer och filmer
Följande filmer eller dokumentär är om Victor Jara:
- El Tigre Saltó y Mató, Pero Morirá…Morirá…. Director: Santiago Álvarez – Kuba (1973)
- Compañero: Víctor Jara of Chile. Directors: Stanley Foreman/Martin Smith (Documentary) – * Storbritannien (1974)
- Il Pleut sur Santiago, starring André Dussollier; Dirctor: Helvio Soto – Frankrike (1976)
- April Hat 30 Tage. Director: Gunther Scholz - DFR (1978)
- El Cantor. Director: Dean Reed; Writer: Wolfgang Ebeling – DDR (1978)
- Freedom Highway: Songs That Shaped a Century. Director: Philip King – USA (2001)
- El Derecho de Vivir en Paz. - Documentary DVD - Spanien (2003)
- La Tierra de las 1000 Músicas [Episode 6: La Protesta]. Directors: Luis Miguel/González Cruz – Spanien (2005)

## Övrigt
- Víctor Jara nämns i låten "Washington Bullets" av The Clash.
- I texten till låten "One Tree Hill" av U2 pratar man om Víctor Jara
- Hans namn nämns i låten "El Matador" av Los Fabulosos Cadillacs.
- Cornelis Vreeswijk gav ut två musikalbum om/till Víctor Jara 1978. Det ena, "Cornelis sjunger Victor Jara. Rätten till ett eget liv", på svenska och det andra, "Het recht om in vrede te leven" i Nederländerna på flamländska.
- Den 22 september 1973 ger den sovjetiske astronomen Nikolaj Stepanovitj Tjernych en asteroid namnet "2644 Victor Jara", som hyllning till hans liv och karriär.
- Den tyska gruppen Heaven Shall Burn skrev låten "The Weapon they fear" till minne av Víctor Jara.
- Hoola Bandoola Band skrev låten "Víctor Jara" till minne av Víctor Jara.
- Det skotska bandet Simple Minds - Från albumet Street Fighting Years (1989) återfinns låten med samma namn skriven till åminnelse av Victor Jara.

### På engelska
- Three chapters from Victor: An Unfinished Song by Joan Jara
- The Life of Víctor Jara
- Discography
- Background materials on the Chilean Workers' Movement in the 1970s
- Report of the Chilean National Commission on Truth and Reconciliation
- GDR Poster Art: Víctor Jara
- Víctor Jaras grav på Find a Grave

### På spanska
- Che, Guía y Ejemplo – Songs of Víctor Jara dedicated to the Che Guevara
- www.cancioneros.com (sångtexter)
- The life of Víctor Jara
- Fundación Víctor Jara
- Report of the Chilean National Commission on Truth and Reconciliation
- Víctor Jara on Find-A-Grave